# Hypleurochilus langi
Espèce
Statut de conservation UICN

 LC  : Préoccupation mineure
Hypleurochilus langi est une espèce de poissons des eaux marines et saumâtres africaines de la famille des Blenniidae.

## Description
Chez cette espèce, les tentacules supraorbitaires représentent environ les deux tiers du diamètre de l'œil à deux fois ce diamètre, avec une plus grande longueur observée chez les mâles. La forme de ces tentacules varie, allant d'un seul appendice portant de deux à quatre petits filaments à quatre appendices d'égale longueur. La narine antérieure est tubuleuse, généralement accompagnée d'un à quatre filaments nasaux. Les deux sexes présentent une crête médiane sur la tête, formée d'un repli cutané, plus prononcée chez les mâles que chez les femelles. Une seule rangée incurvée de pores céphaliques est présente dans les séries infraorbitaire et pré-operculaire. La ligne latérale ne s'étend pas au-delà du niveau de la cinquième à la dixième épine dorsale. La nageoire dorsale est composée de douze épines et 14-17 (généralement 15-16) rayons mous, la dernière épine étant plus courte que les rayons mous. La nageoire anale présente deux épines et 16-19 (généralement 17-18) rayons mous. La nageoire ventrale comporte une épine et quatre rayons mous, tandis que la nageoire pectorale est composée de 14, rarement 15, rayons. La taille maximale observée est de 83 mm en longueur totale. Le corps est de couleur brune, avec le dessous de la tête et la gorge affichant une teinte plus claire. Parfois, des bandes verticales plus sombres sont visibles sur les flancs, et certains individus arborent une tache sombre située sur la membrane entre la première et la troisième épine dorsale.

## Répartition

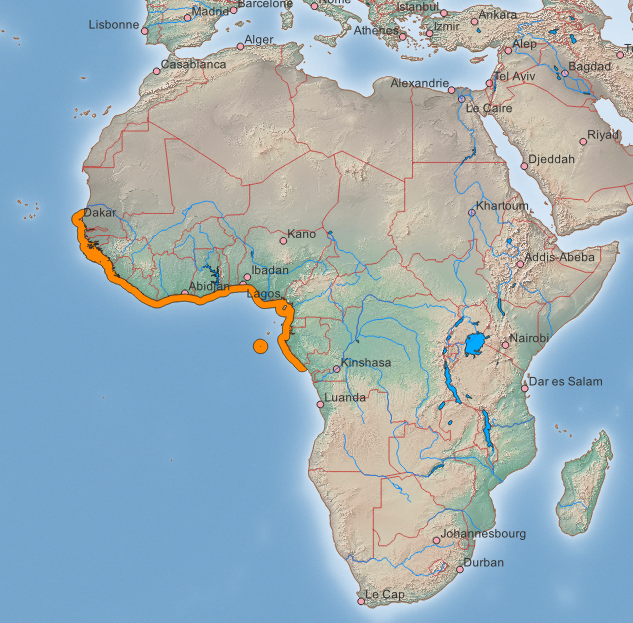
Aire de répartition de Hypleurochilus langi selon l'UICN (2025)

Ce poisson se rencontre en mer et dans les eaux saumâtres (estuaires et lagunes) le long des côtes africaines depuis le Nord Sénégal jusqu'à la République du Congo.

## Habitat
Hypleurochilus langi est une espèce euryhaline qui se rencontre souvent dans les mangroves entre les pieds des palétuviers et autant dans les eaux hyposalines à l'embouchure des fleuves que dans les eaux hypersalines de l'estuaire du Saloum au Sénégal.

## Biologie
Hypleurochilus langi est classée « Es » (espèce estuarienne stricte) dans la classification écologique d'Albaret pour les espèces de poissons des milieux estuariens et lagunaires d'Afrique de l'Ouest. Cela correspond à une espèce marine, dont la distribution n'est pas limitée aux estuaires, mais qui est inféodée à ces milieux. Au sens où elle est très abondante dans les estuaires et les lagunes, qu'elle s'y reproduit, et présente une distribution vaste et permanente dans les MEL et une euryhalinité très forte. Mais cela est en contradiction avec la classification de Whitfield où elle est classée parmi les « Marine stragglers » (marins errants ou occasionnels marins), ce qui correspond à des « espèces de poissons marins qui se reproduisent en mer et dont seule une petite partie de la population globale pénètre dans les estuaires ou les utilise. La plupart de ces espèces sont confinées dans les estuaires inférieurs, où elles sont peu nombreuses ». Mais cette dernière classification pourrait être erronée car il a été montré que l'espèce se reproduit et que ses larves sont régulièrement collectées dans l'estuaire du Saloum tout au long de l'année, ce qui indiquerait que cette espèce a une stratégie de frai prolongée et est bien adaptée aux différentes salinités. Néanmoins, la question n'est pas tranchée, car si d'un côté l'espèce est décrite comme euryhaline par Wirtz, l'estuaire du Saloum est un estuaire particulier. Il s'agit d'un « estuaire inverse » où les flux fluviaux sont quasi nuls et où la salinité augmente de l'embouchure vers l'amont. Par ailleurs, H. langi n'a pas été rencontrée dans les autres estuaires de la région ouest-africaine malgré des campagnes de pêche expérimentale extensives entre 1979 et 2013. Cependant, il faut relever aussi que, compte tenu de leur habitat (zones de bordures peu profondes) et de leur petite taille, les H. langi ne sont pas très accessibles à la senne tournante utilisée dans cette dernière étude.
C'est une espèce qui présente un comportement sonifère sous l'eau, elle est susceptible de produire des sons dans des conditions naturelles, mais cette hypothèse n'est pas confirmée.

## Reproduction
Très peu de choses sont recensées dans la littérature scientifique sur la reproduction de cette espèce. Comme la plupart des Blennies H. langi est ovipare et la ponte est gardée par le mâle, et comme déjà indiqué ci-dessus ses larves sont régulièrement collectées dans l'estuaire du Saloum tout au long de l'année, ce qui indiquerait que cette espèce a une stratégie de frai prolongée.

## Alimentation
En 2023 aucune référence directe à l'alimentation de cette espèce n'a été trouvée dans la littérature scientifique. Un ouvrage relativement récent (2009) sur la biologie des blennies ne la mentionne qu'une fois dans une liste d'espèces, sans aucune précision.

## Pêche
Hypopleurus langi n'est pas ciblée par les pêcheries et n'est pas présente en aquariophilie. Elle est sans importance économique autre qu'écologique. Il n'existe pas de données de captures séparées pour H. langi dans la base de données FIGIS de la FAO sur les captures des pêches mondiales. Seule y apparaît une entrée « Combtooth blennies » qui représente l'ensemble des Blennies, mais les captures reportées depuis 1950 sont toutes nulles.
Elle est listée dans le chapitre Blenniidae" des fiches FAO d'identification des espèces à des fins de pêche (zones 34 et 47 de l'Atlantique Centre-Est), mais il est indiqué qu'elle n'a aucune valeur économique et qu'elle n'est pas utilisée en consommation humaine.
Cette espèce ne fait pas l'objet d'une dénomination commerciale par l'Union européenne où la seule espèce de Blennie listée est Blennius ocellaris. Si certaines blennies, comme celles du genre Meiacanthus, sont présentes en aquariophilie, ce n'est pas les cas pour H. langi qui n'est pas citée dans ce contexte.

## Protection
Hypleurochilus langi est une espèce commune, sans intérêt commercial, qui a été évaluée pour la Liste rouge de l'UICN des espèces menacées en 2014. L'espèce était alors classée dans la catégorie "Préoccupation mineure" et la révision de 2016 a maintenu ce classement. En 2023 aucune mesure de conservation n'est mise en place pour cette espèce. Cette espèce a été trouvée au moins dans une aire marine protégée (l'AMP de Bamboung au Sénégal).

## Systématique
L'espèce a été décrite en 1923 par Henry Weed Fowler sous le nom de Blennius langi sur la base d'un seul spécimen provenant de l'embouchure du fleuve Congo. Elle a par la suite été renommée et le nom valide complet (avec auteur) de ce taxon est Hypleurochilus langi (Fowler, 1923).
L'ouvrage de 2009 sur la biologie des blennies a, entre autres, fait le point sur la systématique de la famille des Blenniidae qui comprend 57 genres et 387 espèces. En son sein la sous-famille des Salariinae et la tribu des Parablenniini dont fait partie le genre Hypleurochilus Gill, 1861, composé de dix espèces. Bien que le caractère monophylétique des Parableniini soit douteux, il continue à être utilisé et compte actuellement (2023) 14 genres et 82 espèces. Les relations entre ses membres restent l'une des principales questions non résolues dans la systématique des poissons blenniidés.
Hypleurochilus langi a pour synonymes :
- Blennius langi Fowler, 1923
- Nypleurochilus langi (Fowler, 1923)

### Étymologie
Le nom spécifique de cette blennie fait référence au  zoologiste et taxidermiste allemand, Herbert Lang (1879-1957), de l'American Museum of Natural History, qui a aidé à collecter le type. Quant au nom de genre, son étymologie n'est pas expliquée dans la publication d'origine. Jordan et Evermann en 1898, dans leur présentation du genre Hypleurochilus indiquent que son étymologie serait : hy-, upsilon (en grec ύψιλον) ; pleuros (en grec πλευρά), côté ; cheilos (en grec χείλος), lèvre, en faisant référence aux « lèvres latérales en forme de V » de H. multifilis.

### Publication originale
- (en) Henry W. Fowler, « New fishes obtained by the American Museum Congo Expedition, 1909-1915 », American Museum Novitates, New York, Musée américain d'histoire naturelle, vol. 103,‎ 31 décembre 1923, p. 1-6 (ISSN 0003-0082 et 1937-352X, OCLC 47720325, lire en ligne).